# 芒特奧利夫 (阿肯色州波因塞特縣)
芒特奧利夫（英語：Mount Olive）是位於美國阿肯色州波因塞特縣的一個非建制地區。該地的面積和人口皆未知。

## 地理
芒特奧利夫的座標為35°28′57″N 90°24′46″W / 35.48250°N 90.41278°W，而該地的平均海拔高度為66米（即217英尺）。